# Arkadij Babčenko
Arkadij Arkad'evič Babčenko (in russo Аркадий Аркадьевич Бабченко?, traslitterazione anglosassone Arkady Arkadyevich Babchenko; Mosca, 18 marzo 1977) è un giornalista e scrittore russo, tra i più famosi corrispondenti di guerra.

## Biografia
Nato nel 1977 a Mosca, a 18 anni, nel 1995, è arruolato nell'esercito russo. Ha prestato servizio nelle truppe di comunicazione nel Caucaso settentrionale e ha partecipato alla prima guerra cecena, offrendosi successivamente volontario per sei mesi durante la seconda guerra cecena. Le sue esperienze nell'esercito russo sono raccontate nel libro La guerra di un soldato in Cecenia (2006).
Dopo aver lasciato le forze armate nel 2000, ha iniziato a lavorare come corrispondente di guerra per Moskovsky Komsomolets e Zabytyi Polk. Si è laureato in diritto internazionale presso la Modern University for the Humanities di Mosca.
Ha lasciato temporaneamente il giornalismo e ha lavorato come tassista per diversi anni, ma nel gennaio 2009 ha iniziato a lavorare nel giornale russo Novaja Gazeta seguendo, come corrispondente militare, la seconda guerra in Ossezia del Sud nel 2008. Ha anche fondato il progetto Journalists Without Middlemen e ha scritto diversi libri sulla sua esperienza in campo militare, vincendo numerosi premi letterari. Babčenko era un editore della rivista Art of War.
Nel marzo 2012 era stato avviato un procedimento penale nei confronti di Babčenko per "incitamento alla rivolta" a causa della pubblicazione di un post sulle possibili tattiche dei manifestanti del Movimento per le elezioni giuste. 
Babčenko è fortemente critico nei confronti di Vladimir Putin, in particolare dell'intervento militare russo in Ucraina e in Siria. Nel 2017 aveva lasciato la Russia nel 2017 dopo aver ricevuto minacce di morte in seguito a un suo post su Facebook del dicembre 2016 riguardante l'incidente del Tupolev Tu-154 russo del 2016.
Da febbraio 2017 Babčenko e la sua famiglia hanno vissuto a Praga (Repubblica Ceca), in Israele e a Kiev (Ucraina); da ottobre 2017 Babčenko ha lavorato a Kiev, la capitale dell'Ucraina, per il canale TV ATR.
Il 29 maggio 2018 era stata diffusa la notizia che il giornalista fosse stato ucciso nella sua abitazione di Kiev. In un comunicato stampa, il dipartimento di polizia di Kiev aveva affermato che riteneva che Babčenko fosse stato ucciso come rappresaglia per il suo lavoro di giornalista. Il giorno successivo Babčenko è riapparso in una conferenza stampa; la messinscena della morte era uno stratagemma dei servizi segreti ucraini per catturare presunti agenti russi che avrebbero attentato alla sua vita.

## Vita privata
È sposato e ha una figlia